# Mas del Carnisser
El Mas del Carnisser és un mas situat al municipi de Miravet a la comarca catalana de la Ribera d'Ebre.